# Junta de Gobierno de Transición
La Junta de Gobierno de Transición fue un triunvirato que gobernó en Bolivia durante seis meses, entre 1920 y 1921. Estuvo presidida por el político republicano Bautista Saavedra Mallea, siendo sus otros integrantes José María Escalier y José Manuel Ramírez, también republicanos.

## Antecedentes
La Junta surgió tras el golpe del 12 de julio de 1920, que derribó al presidente liberal José Gutiérrez Guerra. Este fue exiliado a Chile, donde pasó sus últimos días. Murió en Antofagasta en 1929.
El gestor del golpe fue Bautista Saavedra Mallea, profesor universitario, sociólogo, periodista y diplomático, quien en 1915 había fundado el Partido Republicano.

## Conformación de la Junta

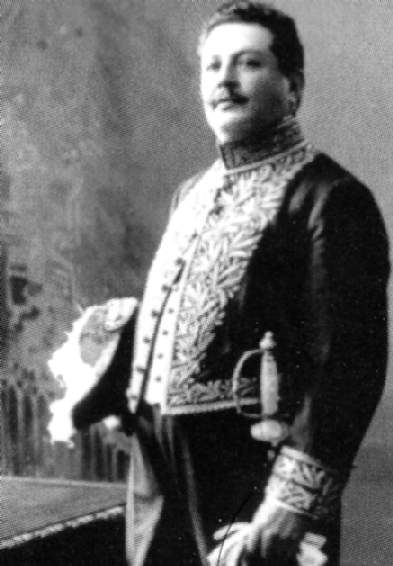
Bautista Saavedra Mallea, Jefe de la Junta de Gobierno de Transición (1920-1921).

Tras el golpe de Estado se instaló la Junta de Gobierno de Transición, de la que fueron  miembros, Bautista Saavedra, José María Escalier y José Manuel Ramírez, todos del Partido Republicano. Daniel Salamanca, otra prominente figura del Partido Republicano, fue excluido en circunstancias nada claras. Sin abandonar la Junta, Escalier organizó un Partido Republicano “Genuino” y se alió con Salamanca, pasando en la práctica a la oposición. Esta división tomó también un carácter de disputa regional, ya que el sur del país apoyaba a Escalier, Cochabamba a Salamanca y La Paz a Saavedra.

## Labor de la Junta
La tarea principal de la Junta fue la convocatoria a elecciones para una Convención Nacional o Asamblea Constituyente cuya labor sería reformar la Constitución Política. Pero lo que en realidad buscaban cada uno de los tres jefes republicanos (Saavedra, Salamanca y Escalier), era llegar a la presidencia del país con el apoyo de los votos de los convencionales o diputados.
Durante su breve mandato, la Junta dictó importantes medidas, como las siguientes:
- Supresión del matrimonio civil para los indígenas, quienes mantuvieron así el valor del enlace canónico reconocido por el Estado.
- Creación de una comisión para estudiar leyes favorables a los obreros.

En agosto de 1920 retornó el general Hans Kundt, quien nuevamente se encargó de la reorganización del ejército boliviano. Este personaje intervendría  a lo largo de la década en la vida política boliviana.

## Elección de Saavedra como Presidente de Bolivia
La Asamblea Constituyente inició sus sesiones el 19 de diciembre de 1920. La mayoría de sus miembros eran partidarios de Saavedra. Este propuso que los convencionales o diputados eligieran al Presidente de la República, a lo que se opusieron Escalier y Ramírez, quienes, en protesta, abandonaron la Junta de Gobierno, en enero de 1921.
El 26 de enero de 1921 se realizó en la Asamblea la elección del Presidente de Bolivia. La oposición (36 miembros), se retiró del hemiciclo, pues consideró que la votación estaba arreglada. Saavedra resultó elegido con 47 votos a favor y uno en contra, este último de Daniel Salamanca. Dos días después fue elegido vicepresidente Luis Paz, quien renunció antes de tomar posesión del cargo.
Saavedra juró como Presidente de la República el 28 de enero de 1921.